# Oculoceratina
Oculoceratina is een geslacht van kreeftachtigen uit de klasse van de Ostracoda (mosselkreeftjes).

## Soorten
- Oculoceratina ardmorensis (Harlton, 1927) Schornikov, 1990 †
- Oculoceratina macoupeni (Scott & Borger, 1941) Schornikov, 1990 †
- Oculoceratina winifredeana (Sohn, 1983) Schornikov, 1990